# François Viète
François Viète (latinosan Franciscus Vieta) (1540 – 1603. december 13.) francia matematikus, III. Henrik és IV. Henrik francia király udvari ügyésze. Fő érdeme az egyenletek elméletének tökéletesítése, és az algebrai jelölések modernizálása. Az elsők között volt, aki az egyenlet együtthatóit betűkkel jelölte, az 1561-ben megjelent In artem analyticam isagoge című munkájában.

## Főbb munkái
- A harmadfokú egyenlet megoldását visszavezette trigonometriai megoldásra, így kikerülte a casus irreducibilis-t.
- Betűket használt a számegyütthatók jelölésére; az "A négyzet" jelölésére bevezette a ma is használt felső indexes írásmódot.
- Tíz jegy pontosságig kiszámította a pí értékét.
- Függvényeket alakított át betűkké.